# 卡尔门蒂斯

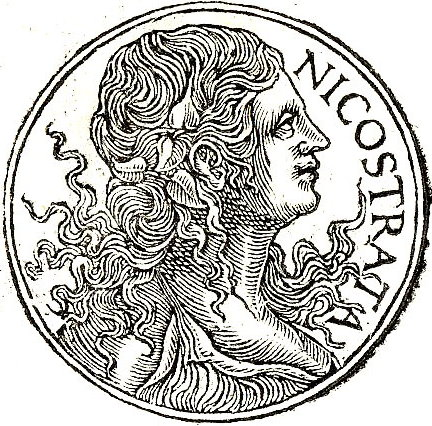

卡尔门提斯或卡耳门塔（英語：Carmenta）古罗马神话职司生育和预测的女性神祇之一，并被视为拉丁字母的发明者。于每年一月十一日和一月十五日进行庆祝活动，具有重要地影响与积极意义。

## 传说
卡尔门提斯是罗马神话中的女先知，助产女神，也可能曾是水女神。她有两个助手或姐妹：普罗耳萨和波斯特威耳塔。卡耳门提斯有自己的祭司和自己的节日-卡耳门塔利亚。庆祝她节日同撤销罗马妇女乘车逛罗马城的禁令联系起来。为此，罗马的贵妇们在一城门外给她修了神庙。她的名字还与”卡耳门“（歌曲）一词有关。传说她用歌唱的方式，预言新生儿将来发生的事情。她的两姐妹也是既能看到过去，也能看到未来。她被认为是厄万得耳的母亲或妻子，与阿耳卡狄亚的一些自然女神相等。传说她还教会了阿玻里癸涅斯人书写。

## 扩展阅读
- 奥维德, Fasti i.461-542
- 塞耳维乌斯, In Aeneida viii.51
- 索利努斯, Collectanea rerum memorabilium i.10, 13
- 古典神话辞典， by Pierre Grimal, 第89而 "卡耳门塔"
- The Book of the City of Ladies, by Christine de Pizan, section I.33.2